# شرکت لایت‌اسپید
شرکت تجاری لایت‌اسپید (به انگلیسی: Lightspeed Commerce) یک ارائه دهنده نرم‌افزار نقطه فروش و تجارت الکترونیک است که در مونترال، کبک، کانادا واقع شده‌است. این شرکت در سال ۲۰۰۵ توسط داکس داسیلوا که تا ۲ فوریه ۲۰۲۲ به عنوان مدیر عامل شرکت فعالیت می‌کرد تأسیس شد. این دفاتر در مونترال، نیویورک، اتاوا، تورنتو، لندن، بلفاست، آمستردام، برلین، ژنو، گنت و ملبورن دارد. خدمات خود را به مشاغل خرده فروشی، رستوران و مهمان نوازی ارائه می‌دهد.

## تاریخ
لایت‌اسپید توسط Dax da Silva در سال ۲۰۰۵، با دفتر مرکزی آن در مونترال، برای ارائه نرم‌افزار نقطه فروش و تجارت الکترونیک به مشاغل خرده فروشی تأسیس شد. در سال ۲۰۱۴، پایگاه مشتریان خود را گسترش داد و صنعت مهمان نوازی را نیز دربر گرفت. دفاتر آن در مونترال، نیویورک، اتاوا، تورنتو، لندن، بلفاست، آمستردام، برلین، ژنو، گنت و ملبورن است. این شرکت توسط iNovia Capital و اکسل پاتنرز پشتیبانی می‌شود. Profit در سال ۲۰۱۱، لایت‌اسپید را در رتبه ۲۴ و در سال ۲۰۱۲ در رتبه ۶۱ در لیست «۲۰۰ شرکت کانادایی با سریع‌ترین رشد» قرار داده‌است.
اکسل پاتنرز یک دور سرمایه‌گذاری ۳۰ میلیون دلاری را در سال ۲۰۱۲ رهبری کرد و از سال ۲۰۱۲ تا ۲۰۱۳، شرکت شاهد رشد ۱۲۰ درصدی در معاملات سالانه بود. MerchantOS، توسعه‌دهنده نرم‌افزار نقطه‌فروش، و خرده فروشی لایت‌اسپید، یک محصول مبتنی بر وب HTML5 که می‌تواند از هر رایانه‌ای در سال ۲۰۱۳ استفاده شود را به دست آورد. مشتریان لایت‌اسپید در سال ۲۰۱۳ ۷٫۵ میلیارد دلار پردازش کردند. در آن زمان، این شرکت بیش از ۱۵۰۰۰ فروشگاه داشت.
در ۱۸ ژوئن ۲۰۱۴، این شرکت Advanced Analytics را به فهرست ویژگی‌های خرده فروشی لایت‌اسپید اضافه کرد. در ماه سپتامبر، لایت‌اسپید یک دور سرمایه‌گذاری ۳۵ میلیون دلاری به رهبری iNovia Capital را بست. در همان سال، در سال ۲۰۱۴ توسط استارت آپ بلژیکی POSIOS، دامنه فعالیت خود را به صنعت رستوران و هتلداری گسترش داد. لایت‌اسپید به ۲۱۰۰۰ کسب و کار خدمات رسانی می‌کرد و تراکنش‌های سالانه آن از ۶ میلیارد دلار به ۸٫۲ میلیارد دلار افزایش یافت.
در سال بعد، پایگاه مشتریان آن به ۲۳۰۰۰ کسب و کار در بیش از ۳۰ کشور افزایش یافت. در سپتامبر ۲۰۱۵، لایت‌اسپید دور سرمایه‌گذاری ۶۱ میلیون دلاری سری C به رهبری سی‌دی‌پی‌کیو و Investissement Québec را با مشارکت سرمایه گذاران قبلی Accel Partners و iNovia بست. ماه بعد لایت‌اسپید توسعه دهنده نرم‌افزار تجارت الکترونیک مستقر در آمستردام SEOShop را خریداری کرد و اعلام کرد که عرضه محصولات خود را برای خدمت به خرده فروشان آجر و ملات و آنلاین گسترش خواهد داد. پلتفرم تجارت الکترونیک SEOShop به عنوان لایت‌اسپید eCom تغییر نام داد و برای ارائه یکپارچگی کامل با نرم‌افزار POS خرده فروشی شرکت، اصلاح شد.
در اکتبر ۲۰۱۷، Lightspeed POS Inc. حدود ۲۰۰ میلیون دلار کانادا (۱۶۰ میلیون دلار) در دور جدیدی از سرمایه‌گذاری خطرپذیر جمع‌آوری کرد.
در آوریل ۲۰۱۸، لایت اسپید، پاتریک پیچت، مدیر ارشد مالی سابق گوگل، پل مک فیترز، مدیر ارشد مالی سابق اوپن‌تکست را به هیئت مدیره خود اضافه کرد. Lightspeed POS, Inc. لایت‌اسپید از ابزار شاخص موفقیت خرده فروشی در ماه اکتبر رونمایی کرد. در اواخر همان سال، شرکت Lightspeed Loyalty را معرفی کرد، پلتفرمی برای تعامل با مشتری. این فناوری نتیجه خرید ReUp مستقر در تورنتو توسط شرکت بود، یک پلتفرم دیجیتال که به صاحبان مشاغل اجازه می‌دهد تا یک برنامه وفاداری با نام تجاری بسازند.
در ۳۰ ژانویه ۲۰۱۹، Lightspeed Payments عرضه شد. در ماه مارس، این شرکت با نماد LSPD در بورس اوراق بهادار تورنتو عرضه شد.
در نوامبر ۲۰۲۰، لایت‌اسپید ShopKeep را به مبلغ ۴۴۰ میلیون دلار خریداری کرد.
در ۱۲ مارس ۲۰۲۱، شرکت نرم‌افزار خرده فروشی مبتنی بر ابر نیوزلند وند توسط لایت‌اسپید به مبلغ ۳۵۰ میلیون دلار خریداری شد.
در سال مالی ۲۰۲۲، شرکت درآمدی معادل ۵۴۸ میلیون دلار آمریکا با ۳٫۶۲ میلیارد دلار کل دارایی داشت : 5-6 و حدود ۳۰۰۰ کارمند داشت.

## انتقاد
در ۲۹ سپتامبر ۲۰۲۱، Spruce Point Capital Management، فروشنده کوتاه‌مدت، لایت‌اسپید را به اغراق در امور مالی خود برای سرمایه‌گذاران متهم کرد. پس از گزارش این شرکت، سهام ۱۱ درصد سقوط کرد و به ۱۲۶ دلار در هر سهم در بورس اوراق بهادار تورنتو بسته شد. این شرکت ادعا کرد که لایت‌اسپید «تورم گسترده» تعداد مشتری، میزان درآمد از آنها و پتانسیل رشد خود را پنهان کرده‌است. Spruce Point استدلال می‌کند که شرکت به شدت بیش از حد ارزش گذاری شده‌است و در آستانه سقوط تا ۲۲ دلار در هر سهم است.
پس از گزارش اسپراس پوینت، لایت اسپید بیانیه‌ای منتشر کرد و گفت: «این گزارش حاوی نادرستی‌ها و توصیف‌های نادرست متعددی است که لایت اسپید معتقد است گمراه‌کننده هستند و به وضوح به نفع اسپراس پوینت هستند، که خود فاش کرده‌است که در صورتی که قیمت سهام سود خواهد برد. سرعت نور کاهش می‌یابد.»